# Bezirksgericht Pirna
Das Bezirksgericht Pirna war von 1855 bis 1879 ein Gericht im Königreich Sachsen mit Sitz in Pirna.

## Geschichte
Mit dem Gesetz, die künftige Einrichtung der Behörden erster Instanz für Rechtspflege und Verwaltung betreffend vom 11. August 1855 wurden die Eingangsgerichte neu geordnet. Die Patrimonialgerichte wurden endgültig aufgelöst, Verwaltung und Rechtsprechung getrennt. Die Details der Verwaltungsreform regelten das sächsische Gerichtsverfassungsgesetz vom 11. August 1855 und die Verordnung über die Bildung der Gerichtsbezirke vom 2. September 1856.
Eingangsgerichte waren nur die Gerichtsämter und Bezirksgerichte. Als mittlere Instanz wurden vier Appellationsgerichte eingerichtet. Oberste Instanz war das Oberappellationsgericht Dresden.
Das Bezirksgericht Pirna war dem Appellationsgericht Dresden nachgeordnet. Das Bezirksgericht war Gerichtsamt für die Stadt Pirna. Daneben waren ihm folgende Gerichtsämter nachgelagert: Gerichtsamt Pirna, Gerichtsamt Stolpen, Gerichtsamt Neustadt, Gerichtsamt Hohnstein, Gerichtsamt Sebnitz, Gerichtsamt Schandau, Gerichtsamt Königstein, Gerichtsamt Gottleuba, Gerichtsamt Lauenstein und Gerichtsamt Altenberg.
1879 wurden das Bezirksgericht Pirna und seine Gerichtsämter aufgehoben. An deren Stelle wurden Amtsgerichte gebildet. Dies waren Amtsgericht Pirna, Amtsgericht Stolpen, Amtsgericht Neustadt b. St., Amtsgericht Sebnitz, Amtsgericht Schandau, Amtsgericht Königstein (Sächsische Schweiz), Amtsgericht Lauenstein und Amtsgericht Altenberg.